# 中川比佐子
中川 比佐子（なかがわ ひさこ、1962年8月14日 - ）は、日本の元女性ファッションモデル、タレント、女優、ミュージシャン。北海道札幌市出身。出生名同じ。兄がいる。19歳（1981年頃）でモデルデビュー。1980年代初頭から1990年代初頭にかけて活動した。
身長165cm、モデル時代の体重は50kg前後であった。モデルとしては身長が低いことを本人はコンプレックスに感じていた。血液型はA型。
リスペクトする女性として、オノ・ヨーコ、山口小夜子、プラスチックス・MELONのボーカリストとしても活躍したスタイリストの佐藤チカを挙げている。長い黒髪に和服をまとい、山口小夜子に続くオリエンタルモデルとして活躍した。また、好きなアーティストとして金子國義、ハンス・ベルメールを挙げている。

## 来歴

### ファッションモデル
16歳（1978年頃）でパリとロンドンを訪れ、初めて本場のファッションカルチャーに触れて、将来ファッション業界の職業に就くことを志す。
高等学校卒業後、19歳（1981年）で故郷の札幌市から上京し、ファッションアドバタイジングを学ぶため文化服装学院に進学する。親元を離れて東京で初めての一人暮らしを始め、昼は通学、夜は派手なファッションに身を包みクラブに通って遊びまくっていた。その姿をDCブランド「MILK」のファッションデザイナー・大川ひとみに見出されて声をかけられ、スカウトされたことがモデルデビューの契機となり、同学院在学中に19歳でファッションモデルとしてデビューする。元はスタイリストなどファッション関係の裏方を目指しており、モデル志望ではなかったが、大川にスカウトされ「自覚が足りないままに」モデルになってしまったと述べている。
モデルデビュー後は「MILK」のファッションショーに出演を重ね、数年後には高校生時代からの憧れだったパリとロンドンでもモデルクラブに所属。パリ、ロンドン、ミラノでもモデル活動を開始し、中川が大好きなファッションブランド・ヴィヴィアン・ウエストウッドのファッションショーに出演。パリ・コレクションをはじめ、ロンドンやミラノのコレクションで、ヴィヴィアン・ウエストウッドのショーに何度も出演した。中川はモデル引退後、ヴィヴィアンのショー出演について「本当に嬉しかった」と語っている。
ファッション雑誌では、『anan』や『流行通信』のモデルを努めたほか、フランス版『PARIS VOGUE』日本特集号のモデルも努めた。また、1989年にJICC出版局（現：宝島社）から創刊された少女向け月刊ファッション雑誌『CUTiE』では、創刊当初から看板モデルを務めた。
一方で、中川はモデルの仕事について「モノみたいに美醜を評価される小道具でしかない」「デザイナーやカメラマンといった表現者と一緒に仕事していても、モデルだけが孤独で疎外されている」と感じるようになり、そのため「モデルには欲求不満の人が多い」と述べた上で「表現者になりたい」と熱心に語っていた。その思いが音楽活動やタレント・女優への道を拓くことになる（後述）。

### モデル以外の活動
1986年からテレビ番組にレギュラー出演したのを皮切りに、ファッションモデル以外の活動を積極的に開始。1988年には映画デビュー、トークショー企画・出演、音楽活動を開始するなど、モデル以外の分野にも活動領域を広げた。

#### テレビタレント
テレビタレント活動としては、1986年10月11日から1987年9月26日までフジテレビ系列で放送されていたバラエティ番組『上海紅鯨団が行く』にレギュラー出演、番組中では「上海紅鯨団」団長の片岡鶴太郎のアシスタント「団員番号002」として重要な役どころを担った。
同番組出演により芸能界デビューしたことで、同番組の演出を手掛けた伊藤輝夫（のちのテリー伊藤）と出会い、伊藤から「比佐子ちゃんはファッショナブルでメイクもちょっと強めにしているけれど、すごく普通の部分を持っている。普通のお嬢さんだ。そういう部分を逆に地として出してしまう方が面白い」「（山口）小夜子さんを尊敬していると思うけれど、彼女は70年代のアングラ時代だから良かったんだ」と言われたことで、『上海紅鯨団が行く』では、それまでのモデル活動時代とは一転して「自分のコアを全部見せてしまうのが80年代後半から90年代なんじゃないでしょうか」と考えるようになり、テレビ番組を通して、自分の素顔を見せていこうと思うようになったと語っている。なお、伊藤輝夫は同番組の後継番組『ねるとん紅鯨団』の演出も担当しているが、そちらには中川は出演していない。

#### 映画出演
その後、1988年1月30日公開の実相寺昭雄監督の日本映画『帝都物語』（荒俣宏の同名小説の映画化）に出演して女優デビュー、「紅巾の女」役を演じた。ただし、映画出演はこの一作のみに留まっている。

#### トークショー
1988年4月から1990年まで2年にわたり、青山スパイラルホールにてイベントトークショー「SANYO POW WOW TIME」（冠スポンサー：三洋電機）の企画を手掛け、自らもナビゲーターとして出演。秋元康、いとうせいこう、ケラなど、1980年代を代表する文化人らが出演した。

#### 音楽活動
1988年から1989年にかけて、中川比佐子らをメンバーに、2人組の女性ラップ音楽ユニット「オゥキッド」(The Orchids) を期間限定で結成した。
中川が「自らを素材として」音楽活動をやりたいと表明していたことから、中川を「素材」とした音楽ユニットの企画が立ち上がり、プロデューサーに、プラスチックス・MELONの中西俊夫、MELONの工藤昌之、および高木完を迎え、この3人で設立したインディーズ・レーベル「MAJOR FORCE」から、2枚のレコード（ミニアルバム）を発表した。
1. 『Yes, We Can / I Will Call You / Go! Orchids, Go!』- 7曲入りミニアルバム、1988年12月リリース[13]
メンバーは中川とスタイリストの佐藤圭子（さとう けいこ）。MELON「I Will Call You」のカバーを収録。
2. 『Life Is A Science』- 7曲入りミニアルバム、1989年12月リリース[14]
佐藤チカ、モデル（当時）の渡辺真紀子が参加。MELON「I Will Call You」のマーク・ザ・45キングのリミックスなどを収録。

### モデル引退後
中川は30歳を前に、モデルとしての年齢的・肉体的タイムリミットに悩み、10代の頃の夢を叶えてやりたいことを果たしたことから、28歳で札幌市の実家にいったん帰郷し、密かにパン工場でアルバイトをしていた。中川は後に著書でこのときの転身を「いままでの（モデルの）中川比佐子ではないものになってみたかった、中途半端ではなく180度の別人になりたかった。そして28歳にして女子労働者になってみたのだ」と語り、「このアルバイトで知ったピュアな汗のおかげで、モデル時代にすっきり終止符が打てた」と回顧している。
『CUTiE』1992年10月号に掲載された、藤原ヒロシの連載「Hiroshi Fujiwara Adjustment (HFA) 」内の「NEWS」コーナーに、ジーン・クレールと中川が共同プロデュースする裏原宿系ファッションブランド「Gene Loves Hisako」が新しく発足したことが紹介され、そのブランドの服を着た中川の写真が掲載されている。同誌の写真からは、1980年代に比べてすでに体重が増加していることがわかるが、この頃（30歳頃）が中川のモデル活動の最末期であったと思われる。
中川はモデル引退後、札幌市の実家で過ごしていたが、モデル時代の無理なダイエットがたたってリバウンドを起こし、好きな物を食べたいだけ食べた結果、モデル時代に50kgだった体重は64kgまで増加した。中川は後に著書で当時の心境を「緊張の糸がぷっつり切れた」「自己破壊衝動もあったのかもしれない」「どうでもいい自分を、どこかで楽しんでいるところがあった」と振り返っている。ただし、身長165cmの中川の適正体重は60kgであり、体重64kgでもBMIは23.5（18.5〜25未満は「普通体重」とされる）なので、この数値は決して肥満とは言えない。しかし中川はモデル時代の自分の体型を理想としていたことから、体重増加をひどく気に病むようになり、当時の自分を「山にこもる気持ちで実家にいた」「おしゃれも恋愛も、自分にはその資格がなくなったと、楽しいことはすべて自分で禁じていた」と述べている。
中川はその後、1994年4月に再び上京し、東京の美容学校へ入学する。これは最初は「一人暮らしのための口実」のようなものであったが、10代の少年少女とともに美容について学ぶうちに、モデル引退後は諦めていた美容・ファッション関連のプロになりたいという希望が再び湧いてきた。ちょうどその頃に、モデル時代に活躍したファッション雑誌『anan』の編集長（当時）からダイエット企画を持ちかけられ、実行を決意。そしてタニタの運動療法施設「タニタベストウエイトセンター」、ダンベル体操による「ダンベル・ダイエット」の提唱者でもある運動栄養学の第一人者・鈴木正成（すずき まさしげ）筑波大学体育科学系教授（当時）らの協力・指導を受け、食生活改善とダンベル体操による筋力トレーニングを行い、約120日で53.8kg（-10.1kg、BMI 19.76）までの減量に成功した。このダイエットの記録は、1995年5月25日にマガジンハウスから『中川比佐子の4カ月で10キロやせる!』として出版された（#出版物を参照）。

## 人物
1986年、24歳のときの雑誌『MOGA』掲載のインタビューによれば、出身高校は女子校であった。高校時代は、同じ学校の女生徒から「エスの手紙とかもらいました」と述べており、「いつも見てて素敵だからお話ししたい、お友達になりたい」といったプラトニックな内容の手紙であったという。そうした手紙をもらって中川は「うれしい」と感じつつも、返事を書いたり、自ら他の女生徒にそうした手紙を出して憧れや恋心を伝えることはなかった。
モデル現役時代は、少女向けファッション雑誌『CUTiE』の看板モデルとして活躍したことなどから、少女ファンからのファンレターが届くことを「うれしい」と喜んでいた。またインタビューで「私は精神的な意味で、同性から見てレズビアン的な体質があるみたいなの」と述べるとともに、画家の金子國義が描く美少女が好きで、そうした美少女が自分のファンになり、自分が少女たちから見られることを「気持ちいい」と述べていた。そして、モデル活動を通じて「自分の少女時代を映像の中に封じ込めたい」「いまあえて、もう一度少女をやりたい。大人の女になるのが怖い」とも語っていた。
しかし、インタビュアーに男性との恋愛について質問されると「恋愛とかは人並です」と答え、自らが同性愛者であるとは回答しなかった。さらに結婚について質問されると「（周囲に）結婚してる人で幸せそうな人があまりいないの」と答え、結婚願望が薄いことをほのめかした。またそれとは別に、モデルデビュー直後の文化服装学院在学中のインタビューでは、好きな男性のタイプを聞かれ「男の趣味？そういうのは秘密です。謎が多い方がおもしろいでしょ」と質問をさらりとかわしていた。
一方、モデル引退後の1995年（33歳）の著書では、「（19歳で）上京した頃は、30歳までには結婚を考えていた」ものの、20代後半（モデル現役時代）で恋人とも別れ、結婚の予定もなくなったと述べ、このことも北海道への帰郷とモデル引退を考える契機となったと告白している。
ただしこれらは、いずれも雑誌や著書に掲載された時点（1986年、1995年）時点での発言であり、中川がその後に結婚したかどうかは明らかでない。

## 出版物
モデル活動中にJICC出版局（現：宝島社）から2冊（雑誌扱いのムック）、モデル引退後にマガジンハウスから1冊の著書（書籍）を刊行している。
ムック
- CUTiE特別編集『別冊宝島 中川比佐子のメイクブック』JICC出版局、1990年3月8日。雑誌コード 65988-70（絶版）[24]
  - 巻頭特集「金子國義の世界」、山口小夜子「カジュアルな着物の話」、渡辺サブロオ「光と影の90年代メイク」ほか掲載。
- CUTiE特別編集『中川比佐子のチャームブック』JICC出版局（CUTiE BOOKS）、1991年3月10日。ISBN 978-4796601085（絶版）[25]

著書
- 中川比佐子 著『中川比佐子の4カ月で10キロやせる!』マガジンハウス（ananダイエット）、1995年5月25日。ISBN 978-4838706433（絶版）[26]

雑誌特集
- 「CLOSE UP 中川比佐子 自分を夢見る」月刊『MOGA (モガ) 』第7号（1986年11月号）、東京三世社、1986年11月1日発行。雑誌コード 08751-11（絶版）
  - 巻頭見開き2ページカラーグラビア（和服着用）、インタビュー「CLOSE UP 中川比佐子 自分を夢見る」を掲載[1]。
- 「The Futurist Models. ファッションモデルとの密談 1 中川比佐子」別冊宝島『CUTiE』1988年 Vol.2、JICC出版局、1988年7月31日発行（絶版）
  - 表紙モデル担当、およびインタビューを掲載。特集は「What's Hysteric Glamour? ヒス・グラのすべて」[7]。